# Ушкевич Андрій Володимирович
Андрі́й Володи́мирович Ушке́вич (19 червня 1986, с. Озерна, Тернопільська область — 3 листопада 2022) — український цирковий артист, еквілібрист, військовослужбовець, солдат 92 ОМБр Збройних сил України, учасник російсько-української війни. Кавалер ордена «За мужність» III ступеня (2022, посмертно), почесний громадянин Тернопільської області (2024, посмертно). Брат Сергія Ушкевича.

## Життєпис
Андрій Ушкевич 19 червня 1986 року в селі Озерна, нині Озернянської громади Тернопільського району Тернопільської области України.
Перед тим, як вступити до лав Збройних сил України, у лютому — березні 2022 року волонтерив на Житомирщині та Київщині. Коли російські окупанти відступили з півночі України, Андрій приєднався до військового підрозділу брата (92 ОМБр).
Загинув 3 листопада 2022 року під час виконання бойового завдання на межі Харківської і Луганської областей.

## Нагороди
- орден «За мужність» III ступеня (20 січня 2023, посмертно) — за особисту мужність і самовідданість, виявлені у захисті державного суверенітету та територіальної цілісності України, вірність військовій присязі[1];
- медаль «Захиснику Вітчизни» (5 грудня 2022, посмертно) — за особисту мужність і самовіддані дії, виявлені у захисті державного суверенітету та територіальної цілісності України, вірність військовій присязі[2];
- почесний громадянин Тернопільської області (2024, посмертно)[3].